# Harapan Makmur (Muara Lakitan)
Harapan Makmur is een bestuurslaag in het regentschap Musi Rawas van de provincie Zuid-Sumatra, Indonesië. Harapan Makmur telt 1204 inwoners (volkstelling 2010).